# Anthurium brenesii
Anthurium brenesii är en kallaväxtart som beskrevs av Thomas Bernard Croat och R.A.Baker. Anthurium brenesii ingår i släktet Anthurium och familjen kallaväxter. Inga underarter finns listade.